# 1509 en science
| Années de la science : 1506 - 1507 - 1508 - 1509 - 1510 - 1511 - 1512    |
| Décennies de la science : 1470 - 1480 - 1490 - 1500 - 1510 - 1520 - 1530 |

Cet article présente les faits marquants de l'année 1509 en science.

## Événements
- 11 septembre : le Portugais Diogo Lopes de Sequeira arrive à Malacca[1].

- Le premier moulin à sucre de canne est en fonction à Saint-Domingue [2].

## Publications
- Juin : Luca Pacioli,  De divina proportione (écrit à Milan entre 1496 et 1498 et publié à Venise en 1509).

## Naissances

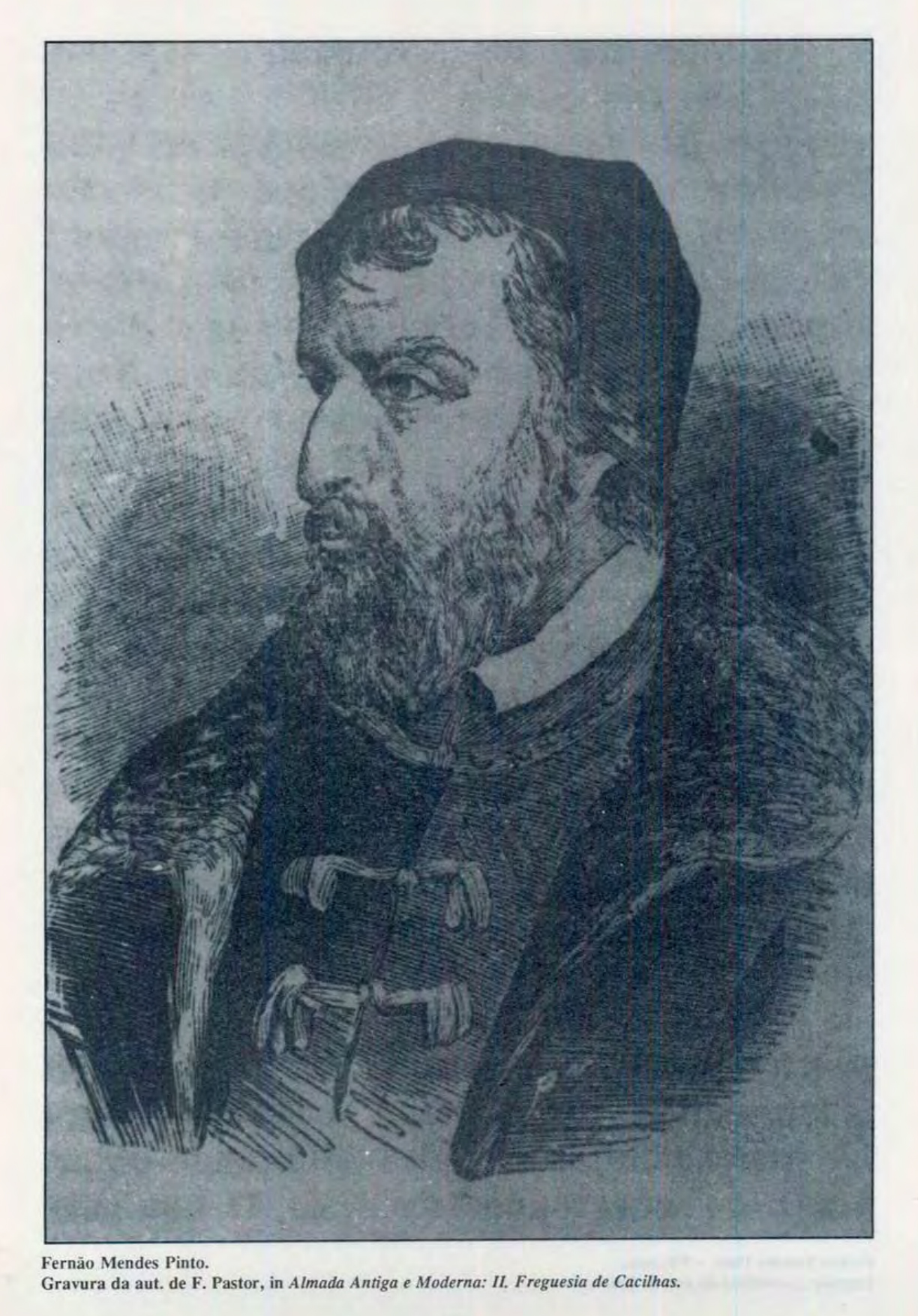
Fernão Mendes Pinto

- Federico Commandino (mort en 1575), humaniste et mathématicien italien.
- Guido Guidi (mort en 1569), médecin italien.
- Conrad Haas (mort en 1576), ingénieur autrichien.
- Guillaume Le Testu (mort en 1573), explorateur et cartographe français.
- Gonzalo Jiménez de Quesada (mort en 1579), explorateur et conquistador espagnol en Colombie.
- Vers 1509 : Fernão Mendes Pinto (mort en 1583), écrivain, aventurier et explorateur portugais.

## Décès
- 16 juillet : João da Nova (né vers 1460), navigateur et explorateur galicien de l'Atlantique et de l'océan Indien.